# 尼康D3100
尼康D3100（Nikon D3100）是尼康公司于2010年8月19号发布的入门级数码单反相机。是取代D3000的后续机型。尼康D3100一大賣點是率先採用了Expeed 2影像處理器、1080p/24 H.264 AVCHD 格式的全高清影片拍攝，而且有連續對焦，這是尼康首款可以拍攝全高清短片的機型。其他規格如改用了1,420萬像素的APS-C CMOS、最高感光度為 ISO 12800。以上兩點都是尼康的APS-C單反相機中首次出現。另外搭配11點AF對焦，並且搭配18-55mm VR kit鏡。

## 規格
作為D3000的後繼機型，D3100在各方面都有著比D3000，甚至中階機種D90更優勝之處。其功能如下：
- 1.42千萬像素尼康DX幅面CMOS傳感器(D3000為1.02千萬像數CCD)
- 尼康EXPEED 2影像處理器
- Live View拍攝模式
- Live View下可啟用面部識別對焦拍攝
- 全高清1080p(24 FPS)支持，自動對焦(D3000不設Live View及拍片模式)
- 改善寬容度的D-Lighting技術
- 3英寸23萬像素 TFT LCD螢幕，170°超寬可視範圍
- 感光度從100至3200（可擴展至12800，D3000只達1600）
- 兼容SDXC標準的SD卡插槽
- 內建傳感器清潔系統
- 支持GPS單元直接連接
- 文件格式:JPEG，NEF（尼康自有RAW格式，12/14位採樣），MOV(視頻編碼H.264，音頻編碼PCM）
- 鏡頭兼容：尼康F卡口，AF-S，AF-I，AF-D，手動 AI/AIS（內建測光）
- 機身重量：455克(不含電池，D3000重485克)